# See You in the Next Life...
See You in the Next Life... är ett samlingsalbum av den brittiska gruppen Suede, utgivet den 12 februari 2004 av bandets fanklubb. Albumet utgavs i en begränsad upplaga om 2 000 exemplar. År 2020 utgav Suede och Demon Music Group albumet på röd vinyl i samband med Record Store Day.

## Låtförteckning
| Nr  | Titel                                   | Längd |
| --- | --------------------------------------- | ----- |
| 1.  | "She" (strings)                         | 4:31  |
| 2.  | "Elaine Paige"                          | 3:23  |
| 3.  | "La Puissance"                          | 1:22  |
| 4.  | "Lazy" (demo)                           | 4:50  |
| 5.  | "By the Sea" (acoustic version)         | 4:02  |
| 6.  | "Indian Strings" (Protocol demo)        | 4:06  |
| 7.  | "She's in Fashion" (Protocol demo)      | 6:22  |
| 8.  | "Simon" (demo)                          | 4:41  |
| 9.  | "Beautiful Loser" (Parkgate demo)       | 3:51  |
| 10. | "When the Rain Falls" (Stanbridge demo) | 4:30  |
| 11. | "Untitled" (Stanbridge demo)            | 3:35  |
| 12. | "Attitude" (Mick Jones remix)           | 3:36  |
| 13. | "Still Life" (strings) (dolt spår)      | 5:19  |